# Blessid Union of Souls
Blessid Union of Souls är en amerikansk pop och rockgrupp från Cincinnati i Ohio, bildat 1990. Några av deras kändaste sånger är bland annat "I Believe", "Hey, Leonardo (She Likes Me for Me)", "I Wanna Be There", och "Brother My Brother". Gruppens första album Home, certifierades med en guldskiva av RIAA 1 december 1995.

## Medlemmar

### Nuvarande medlemmar
- Eliot Sloan – sång
- Tony Clark – basgitarr
- Jeff Pence – gitarr
- Shaun Schaefer – trummor
- Bryan Billhimer – gitarr

### Tidigare medlemmar
- C.P. Roth – gitarr
- Eddie Hedges – trummor

## Diskografi

### Studioalbum
- Home (1995)
- Blessid Union of Souls (1997)
- Walking Off the Buzz (1999)
- Blessid Union of Souls: The Singles (2001)
- Perception (2005)
- Close to the Edge (2008)
- The Mission Field (2011)

### Singlar
(topp 50 på Billboard Hot 100)
- "I Believe" (1995) (#8)
- "Let Me Be the One" (1995) (#29)
- "I Wanna Be There" (1997) (#39)
- "Light in Your Eyes" (1998) (#48)
- "Hey Leonardo (She Likes Me for Me)" (1999) (#33)